# Klosterkirche der Schulschwestern

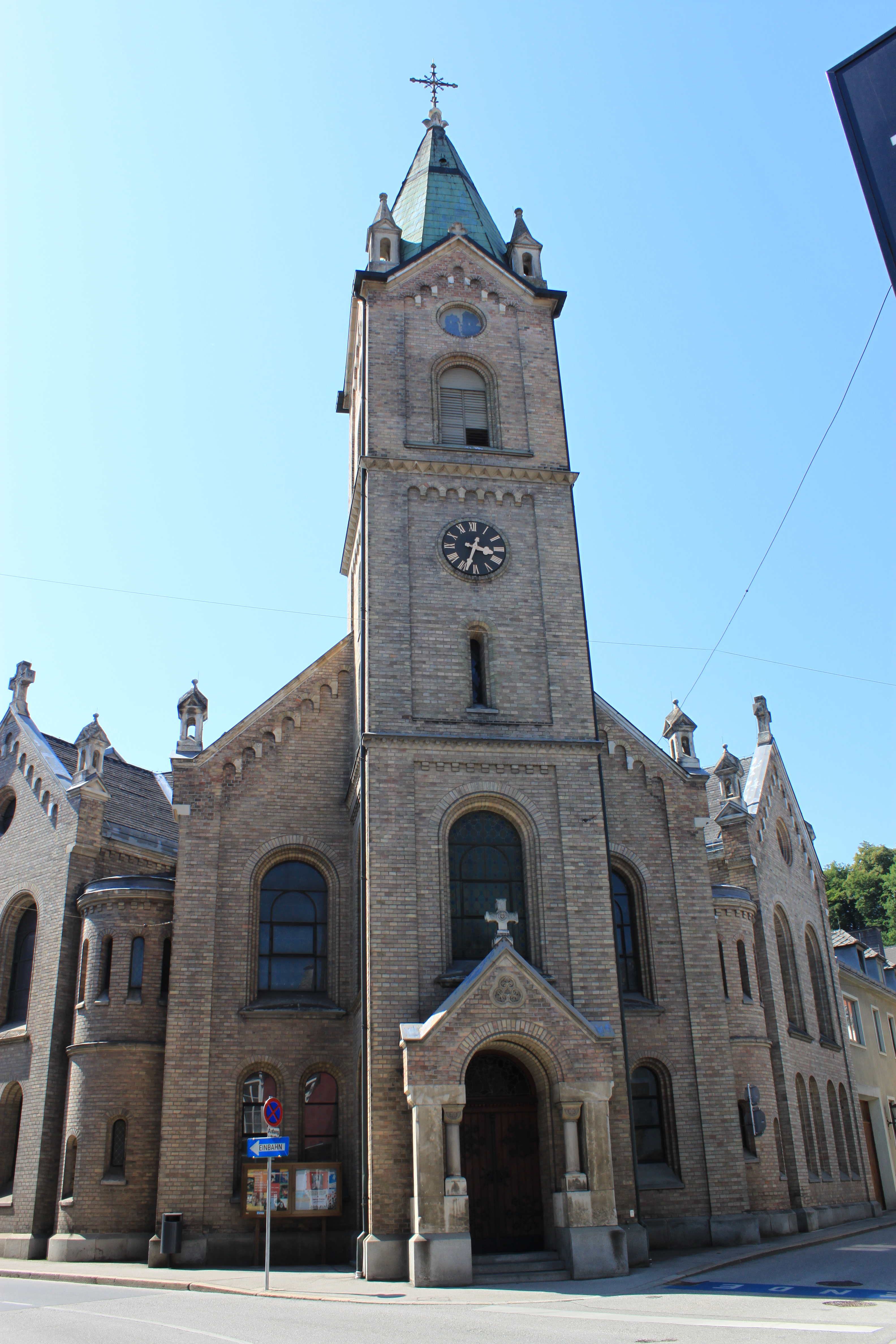
Klosterkirche der Schulschwestern

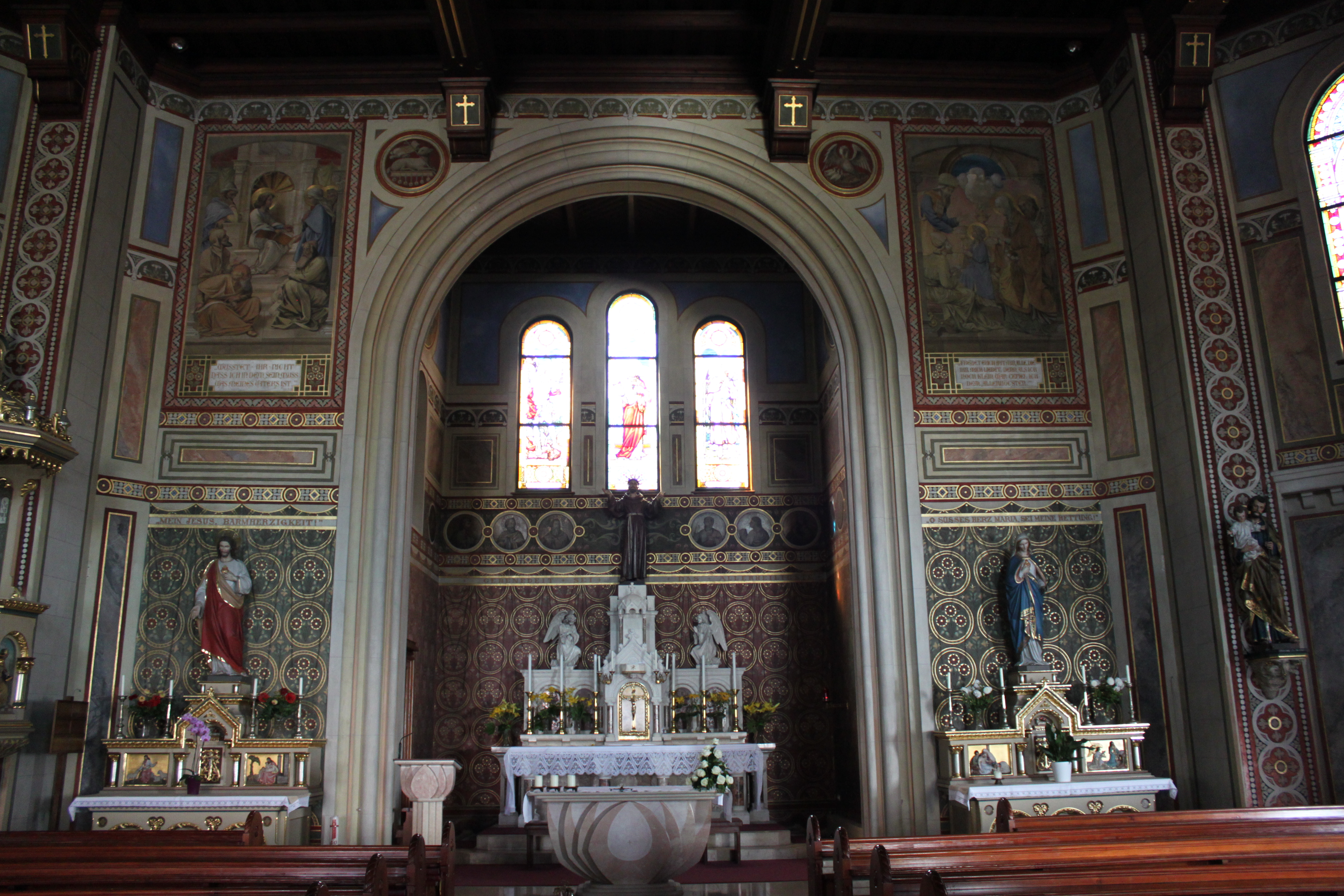
Innenraum der Klosterkirche der Schulschwestern

Die Klosterkirche der Schulschwestern ist eine römisch-katholische Kirche in der niederösterreichischen Stadt Amstetten. Sie ist dem hl. Franz von Assisi geweiht. Das Gebäude steht unter Denkmalschutz (Listeneintrag).

## Geschichte
Die Kirche der Schulschwestern wurde 1898/99 durch die Amstettner Firma Schreihofer-Gerlacher nach Plänen des Wiener Oberingenieurs Heinrich Holzeland errichtet, der dabei auch die Bauleitung innehatte.
Das für die Schulschwestern vom III. Orden des hl. Franziskus erbaute Klostergebäude wurde jedoch bereits am 18. April 1876 seiner Bestimmung übergeben; den Grund dafür hatte der Bauer Johann Datzberger (1823–1905) aus Gießhübl gestiftet. Die Kongregation vergrößerte nach und nach das Gebäude auf das heutige Ausmaß: Heute bietet es Platz für eine Volks- und Hauptschule, eine Haushaltungsschule, eine Fachschule für wirtschaftliche Berufe und eine Bildungsanstalt für Kindergartenpädagogik. Darüber hinaus beherbergt es seit 1938 die Zentrale der Ordensgemeinschaft.
Am 23. Dezember 2012 wurde auf die Klosterkirche eine Brandanschlag verübt, bei dem diese schwere Schäden davontrug. Nach der Restaurierung, die vor allem die Schablonenmalerei an Wand und Holzdecke, die Fensterscheiben, die Kanzel mit Schnitzarbeiten von Ferdinand Stuflesser und die Orgel betraf, wurde die Klosterkirche am 13. Oktober 2013 feierlich wiedereröffnet.

## Architektur und Ausstattung
Die Kirche mit sechseckigem Grundriss präsentiert sich als Rohziegelbau im neoromanischen Stil, während das zugehörige Klostergebäude ein reiner Zweckbau ist. Der aus 4 verschiedenen Marmorarten bestehende Hochaltar ist ein Werk der Wiener Firma Eduard Hauser, die Seitenaltäre und die Kanzel sind Schnitzarbeiten von Ferdinand Stuflesser aus Gröden. Der aus Untersberger Marmor gefertigte Volksaltar wurde im Zuge der Kirchenrenovierung von 1985 aufgestellt. Kirchengestühl, Holzdecke und Chorbrüstung stammen von der Weyrer Firma Schönthaler, die Gestaltung der Kirchenfenster übernahm die Firma Schiller aus Wien.
Die mit Bildern und Ornamenten geschmückten Wände wurden 1904 vom Melker Maler Rupert Lorenz gestaltet. Im Altarraum befindet sich eine Darstellung der Apostel, während die Bilder an der Vorderfront Bezug auf die Jugendarbeit der Schwestern nehmen: Seitlich links über der Kanzel ist der göttliche Kinderfreund dargestellt, rechts daneben ist die Szene vom zwölfjährigen Jesus im Tempel zu sehen, auf der anderen Seite ist Maria Opferung abgebildet.